# Campanula marcenoi
Campanula marcenoi là loài thực vật có hoa trong họ Hoa chuông. Loài này được Brullo mô tả khoa học đầu tiên năm 1993.